# Gran Premi d'Àustria del 1977
Resultats del Gran Premi d'Àustria de Fórmula 1 de la temporada 1977, disputat al circuit de Österreichring el 14 d'agost del 1977.

## Resultats
| Pos | No | Pilot              | Equip                | Voltes | Temps/ Retirada | Pos. de sortida | Punts |
| --- | -- | ------------------ | -------------------- | ------ | --------------- | --------------- | ----- |
| 1   | 17 | Alan Jones         | Shadow - Ford        | 54     | 1h 37' 16. 49   | 14              | 9     |
| 2   | 11 | Niki Lauda         | Ferrari              | 54     | + 20.13 s       | 1               | 6     |
| 3   | 8  | Hans Joachim Stuck | Brabham - Alfa Romeo | 54     | + 34.5 s        | 4               | 4     |
| 4   | 12 | Carlos Reutemann   | Ferrari              | 54     | + 34.75 s       | 5               | 3     |
| 5   | 3  | Ronnie Peterson    | Tyrrell - Ford       | 54     | + 1' 12.09 min. | 15              | 2     |
| 6   | 2  | Jochen Mass        | McLaren - Ford       | 53     | + 1 Volta       | 9               | 1     |
| 7   | 24 | Rupert Keegan      | Hesketh - Ford       | 53     | + 1 Volta       | 20              |       |
| 8   | 7  | John Watson        | Brabham - Alfa Romeo | 53     | + 1 Volta       | 12              |       |
| 9   | 27 | Patrick Neve       | March - Ford         | 53     | + 1 Volta       | 22              |       |
| 10  | 30 | Brett Lunger       | McLaren - Ford       | 53     | + 1 Volta       | 17              |       |
| 11  | 28 | Emerson Fittipaldi | Fittipaldi - Ford    | 53     | + 1 Volta       | 23              |       |
| 12  | 33 | Hans Binder        | Penske - Ford        | 53     | + 1 Volta       | 19              |       |
| 13  | 4  | Patrick Depailler  | Tyrrell - Ford       | 53     | + 1 Volta       | 10              |       |
| 14  | 34 | Jean Pierre Jarier | Penske - Ford        | 52     | + 2 Voltes      | 18              |       |
| 15  | 19 | Vittorio Brambilla | Surtees - Ford       | 52     | + 2 Voltes      | 13              |       |
| 16  | 18 | Vern Schuppan      | Surtees - Ford       | 52     | + 2 Voltes      | 25              |       |
| 17  | 36 | Emilio de Villota  | McLaren - Ford       | 50     | Accident        | 26              |       |
| Ret | 20 | Jody Scheckter     | Wolf - Ford          | 45     | Virolla         | 8               |       |
| Ret | 1  | James Hunt         | McLaren - Ford       | 43     | Motor           | 2               |       |
| Ret | 23 | Patrick Tambay     | Ensign - Ford        | 41     | Motor           | 7               |       |
| Ret | 6  | Gunnar Nilsson     | Lotus - Ford         | 38     | Motor           | 16              |       |
| Ret | 16 | Arturo Merzario    | Shadow - Ford        | 29     | Caixa canvi     | 21              |       |
| Ret | 26 | Jacques Laffite    | Ligier - Matra       | 21     | Pèrdua d'oli    | 6               |       |
| Ret | 5  | Mario Andretti     | Lotus - Ford         | 11     | Motor           | 3               |       |
| Ret | 10 | Ian Scheckter      | March - Ford         | 2      | Accident        | 24              |       |
| Ret | 22 | Clay Regazzoni     | Ensign - Ford        | 0      | Accident        | 11              |       |
| NVQ | 38 | Brian Henton       | March - Ford         |        |                 |                 |       |
| NVQ | 39 | Ian Ashley         | Hesketh - Ford       |        |                 |                 |       |
| NVQ | 25 | Hector Rebaque     | Hesketh - Ford       |        |                 |                 |       |
| NVQ | 9  | Alex Ribeiro       | March - Ford         |        |                 |                 |       |

## Altres
- Pole: Niki Lauda 1' 39. 320

- Volta ràpida: John Watson 1' 40. 960 (a la volta 52)

- Aquesta va estar l'única victòria de Shadow.